# Bottomless Pit
Bottomless Pit é o quinto álbum de estúdio do grupo de hip hop experimental Death Grips, lançado em 6 de maio de 2016, via Third Worlds e Harvest Records.

## Fundo
Em 21 de outubro de 2015, o grupo carregou um vídeo em sua página do YouTube intitulado Bottomless Pit. Ele apresenta filmagens de 2013 da falecida atriz americana Karen Black recitando falas de um roteiro de filme que o baterista do Death Grips, Zach Hill, escreveu meses antes de sua morte. Eles também postaram em seu site e página do Facebook que este seria o título de seu quinto álbum oficial de estúdio. Mais tarde, em 16 de dezembro, o grupo postou um tweet contendo a frase "it won't lit", que foi revelada posteriormente como uma letra da faixa Bottomless Pit, "BB Poison".
Em 6 de fevereiro de 2016, o Death Grips lançou a música "Hot Head" de seu próximo álbum em suas contas do SoundCloud e YouTube. A capa do álbum e a lista de faixas foram reveladas em 18 de março, seguido em 19 de abril pelo anúncio de uma data de lançamento em 6 de maio e um link para download de um documento contendo letras de cada faixa do álbum.
Em 29 de abril de 2016, o álbum foi vazado em sua totalidade da página da banda no SoundCloud.

## Recepção critica
| Críticas profissionais | Críticas profissionais |
| Pontuações agregadas   | Pontuações agregadas   |
| Fonte                  | Avaliação              |
| ---------------------- | ---------------------- |
| AnyDecentMusic?        | 7.9/10                 |
| Metacritic             | 80/100                 |
| Avaliações da crítica  |                        |
| Fonte                  | Avaliação              |
| AllMusic               | [ 12 ]                 |
| The Austin Chronicle   | [ 13 ]                 |
| Consequence of Sound   | B                      |
| DIY                    | [ 15 ]                 |
| Exclaim!               | 8/10                   |
| Pitchfork              | 8.1/10                 |
| PopMatters             | 8/10                   |
| Rolling Stone          | [ 19 ]                 |
| Spin                   | 8/10                   |
| State                  | 4/5                    |

Bottomless Pit recebeu avaliações geralmente positivas dos críticos. No Metacritic, que atribui uma classificação normalizada de 100 a resenhas de publicações mainstream, o álbum recebeu uma pontuação média de 80 pontos com base em 11 resenhas, indicando "avaliações geralmente favoráveis".
Pitchfork escreveu, "No novo álbum 'Bottomless Pit', eles costuram juntos um dos seus grotescos mais coesos de todos os tempos, renovando o foco na criação de músicas, em vez de artimanhas." Pretty Much Amazing descreveu o álbum como "o melhor lançamento de um dos artistas mais emocionantes da década de 2010", enquanto PopMatters afirmou, "Bottomless Pit claramente não será para todos os fãs de hip-hop ou punk, mas é impossível negar que este álbum, assim como o restante do catálogo do trio, está prestando um serviço muito necessário a ambos os gêneros, experimentando com eles de maneiras inimagináveis."
Rolling Stone classificou Bottomless Pit como o 50º melhor álbum de 2016.

## Na Midia
"Hot Head" foi usada pela primeira vez em um teaser da segunda temporada de Animals, e foi usada novamente em "Alligator Man", o primeiro episódio da segunda temporada de Atlanta. "Bubbles Buried in This Jungle" foi usada em "Parce Domine", o primeiro episódio e "Genre", o quinto episódio da terceira temporada da série de televisão Westworld.

## Lista de músicas
| N.º            | Título                                  | Duração |  |
| 1.             | "Giving Bad People Good Ideas"          |         |  |
| 2.             | "Hot Head"                              |         |  |
| 3.             | "Spikes"                                |         |  |
| 4.             | "Warping"                               |         |  |
| 5.             | "Eh"                                    |         |  |
| 6.             | "Bubbles Buried in This Jungle"         |         |  |
| 7.             | "Trash"                                 |         |  |
| 8.             | "Houdini"                               |         |  |
| 9.             | "BB Poison"                             |         |  |
| 10.            | "Three Bedrooms in a Good Neighborhood" |         |  |
| 11.            | "Ring a Bell"                           |         |  |
| 12.            | "80808"                                 |         |  |
| 13.            | "Bottomless Pit"                        |         |  |
| Duração total: | Duração total:                          | 39:20   |  |

Notas
- "Giving Bad People Good Ideas" contém vocais de Clementine Creevy, que marcou a primeira vez que outro vocalista apareceu em um projeto do Death Grips desde Mexican Girl em Exmilitary de 2011.
- "Hot Head" do álbum tem pequenas mudanças instrumentais em comparação com o lançamento do single original; ele contém uma introdução diferente, a adição de um baixo e é mixado mais baixo que o original.
- O videoclipe de "Eh" foi removido do YouTube, mas foi adicionado posteriormente.

## Pessoal
Créditos adaptados do encarte do álbum .
Death Grips
- Zach Hill – bateria, produção
- Andy Morin – teclados, produção
- Stefan Burnett – vocais

Pessoal adicional
- Clementine Creevy – vocais (track 1)
- Nick Reinhart – guitarra (all tracks), baixo (track 2)
- Geoff Neal – engenharia
- Morgan Stratton – engenharia

## Gráficos
| Chart (2016)                   | Peak position |
| ------------------------------ | ------------- |
| Estados Unidos (Billboard 200) | 193           |